# Weisz Cevi
Weisz Cevi Hirsch (? – 1897) rabbi. Előbb Szerednyén volt rabbi, innen a magyarláposi, később a zborói hitközség élére került és végül a dombrovai rabbiszéket foglalta el. Zichron Jehuda címen megírta Eisenstadt Méir ungvári rabbi életrajzát.